# Czerwone Gitary (3)
Czerwone Gitary 3 – album zespołu Czerwone Gitary wydany w 1968 roku nakładem wydawnictwa Muza.

## Lista utworów

### Strona 1
1. „Moda i miłość” (K.Klenczon, T.Krystyn)
2. „Takie ładne oczy” (S.Krajewski, M.Dagnan)
3. „My z XX wieku” (K.Klenczon, J.Krynicz)
4. „W moich myślach Consuelo” (S.Krajewski, K.Dzikowski)
5. „Jeśli tego chcesz” (J.Skrzypczyk, J.Kondratowicz)
6. „Ballada pasterska” (S.Krajewski, K.Winkler, K.Dzikowski)

### Strona 2
1. „Dozwolone do lat 18-stu” (S.Krajewski, K.Winkler, K.Dzikowski)
2. „Kwiaty we włosach” (K.Klenczon, J.Krynicz)
3. „Chciałbym to widzieć” (B.Dornowski, K.Dzikowski)
4. „Gdy kiedyś znów zawołam cię” (K.Klenczon, J.Kondratowicz)
5. „Jedno jest życie” (S.Krajewski, K.Dzikowski)
6. „Nie licz dni” (K.Klenczon, J.Kondratowicz)

## Twórcy
- Krzysztof Klenczon - lead wokal, gitara solowa, harmonijka
- Seweryn Krajewski - lead wokal, gitara basowa, organy
- Bernard Dornowski - wokal, gitara
- Jerzy Skrzypczyk - wokal, perkusja

### Personel
- Janusz Urbański - reżyser nagrania
- Krystyna Urbańska - operator dźwięku
- Grzegorz Rosiński - projekt graficzny
- Stefan Kraszewski - foto